# Lenny Henry
Lenworth George "Lenny" Henry CBE, född 29 augusti 1958 i Dudley, West Midlands, är en brittisk författare, komiker och skådespelare. Henrys föräldrar var invandrare från Jamaica. I Sverige är han mest känd för The Lenny Henry Show producerad för BBC 1984–85, 1995 samt 2003–2005 som delvis visats av SVT. Han är också känd för sina roller i bl.a. Sagan om Ringen: Maktens Ringar och Harry Potter.
Mellan 1984 och 2010 var han gift med komikern Dawn French. Tillsammans har de en adoptivdotter, Billie.